# Maryna Zanevska
Maryna Volodymyrivna Zanevska (en ukrainien : Марина Володимирівна Заневська), née le 24 août 1993 à Odessa, est une joueuse de tennis ukrainienne, professionnelle depuis 2009. Elle prend la nationalité belge en septembre 2016.

## Carrière
Évoluant principalement sur le circuit ITF au début de sa carrière, elle y a remporté 18 titres en simple et 14 en double.
Sur le circuit WTA, elle atteint la finale en double à plusieurs occasions. Elle perd ses trois premières au Maroc en 2014, 2015 et 2017. Elle remporte en revanche en catégorie WTA 125 un titre à Limoges en 2017, aux côtés de Valeria Savinykh.

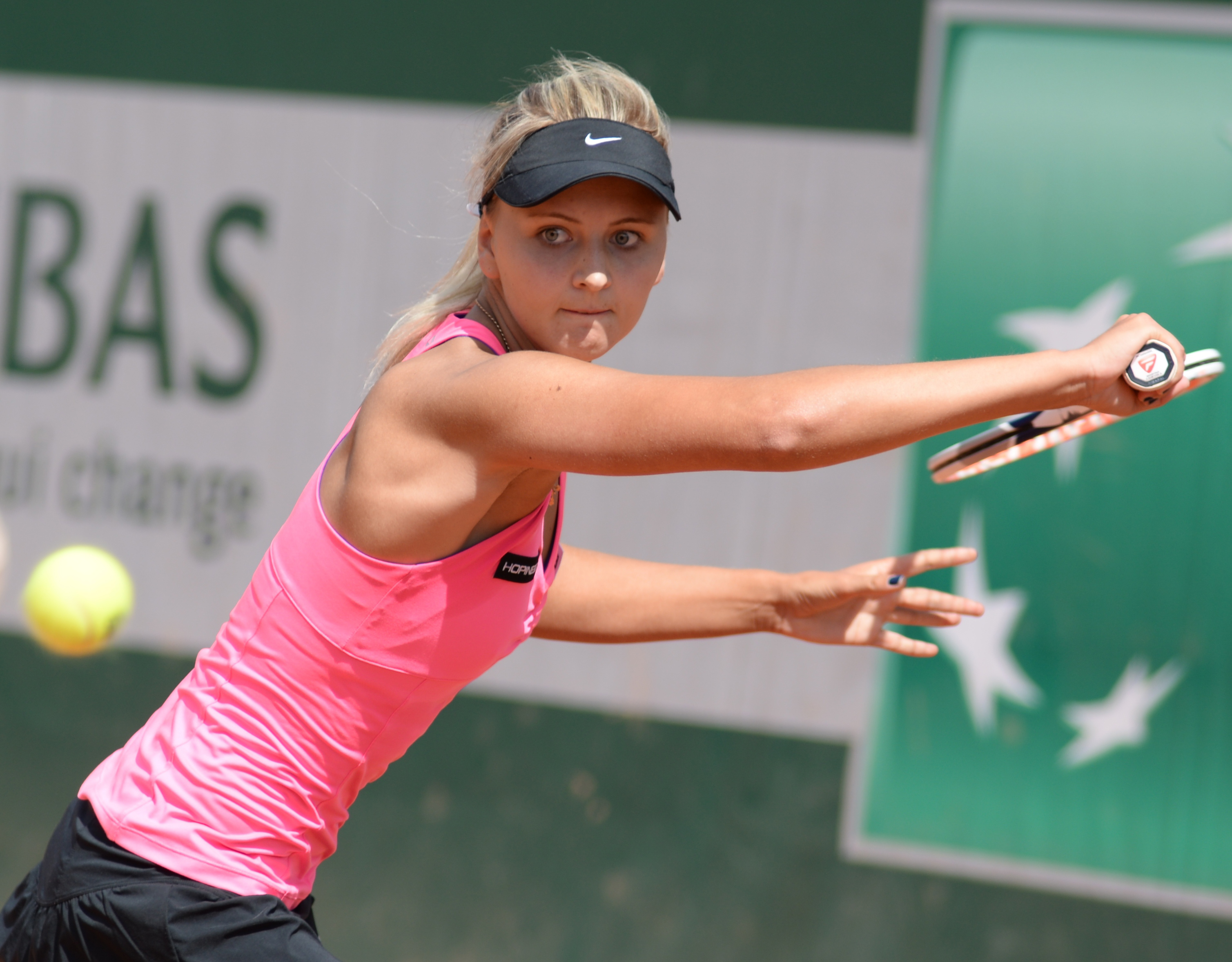
Maryna Zanevska à Roland-Garros en 2015

Elle est sélectionnée pour la première fois en Fed Cup avec l'équipe belge en février 2017 face à la Roumanie et s'incline en double aux côtés de Kirsten Flipkens. Elle joue ensuite un simple en barrages du groupe mondial I et s'incline face à Daria Kasatkina en trois manches (7-5, 1-6, 0-6). La Belgique l'emporte tout de même 3 à 2 face à la Russie et accède au groupe mondial I pour la Fed Cup 2018.
En 2021, elle remporte son premier titre WTA au tournoi de Sopot en battant en finale la Slovaque Kristína Kučová.
En 2022, elle atteint les quarts de finale de Roland-Garros en double avec Kimberley Zimmermann.
Elle atteint en octobre de la même année la finale de la première édition du tournoi de Rouen (WTA 125) en éliminant l'ancienne cinquième mondiale Sara Errani, Elsa Jacquemot, Catherine McNally, Kamilla Rakhimova et la Suissesse Viktorija Golubic en finale pour remporter son premier tournoi de l'année, le premier de sa carrière sur terrain dur.
Le 8 août 2023, elle annonce la fin de sa carrière après l'US Open, en raison d'un problème chronique au niveau du dos. Elle n'exclut cependant pas de retourner un jour à la compétition. Lors du tournoi du Grand Chelem américain, elle est éliminée au premier tour par la no 2 mondiale Aryna Sabalenka pour son dernier match.

## Palmarès

### Titre en simple dames
| No | Date       | Nom et lieu du tournoi | Catégorie | Dotation  | Surface      | Finaliste       | Score     |          |
| -- | ---------- | ---------------------- | --------- | --------- | ------------ | --------------- | --------- | -------- |
| 1  | 19-07-2021 | Gdynia Open, Gdynia    | WTA 250   | 235 238 $ | Terre (ext.) | Kristína Kučová | 6-4, 7-64 | Parcours |

### Finale en simple dames
Aucune

### Titre en double dames
Aucun

### Finales en double dames
| No | Date       | Nom et lieu du tournoi                 | Catégorie | Dotation  | Surface      | Vainqueures                     | Partenaire      | Score            |          |
| -- | ---------- | -------------------------------------- | --------- | --------- | ------------ | ------------------------------- | --------------- | ---------------- | -------- |
| 1  | 21-04-2014 | GP La Princesse Lalla Meryem Marrakech | Intern'l  | 250 000 $ | Terre (ext.) | Garbiñe Muguruza Romina Oprandi | Katarzyna Piter | 4-6, 6-2, [11-9] | Parcours |
| 2  | 27-04-2015 | GP La Princesse Lalla Meryem Marrakech | Intern'l  | 250 000 $ | Terre (ext.) | Tímea Babos Kristina Mladenovic | Laura Siegemund | 6-1, 7-65        | Parcours |
| 3  | 01-05-2017 | GP La Princesse Lalla Meryem Rabat     | Intern'l  | 250 000 $ | Terre (ext.) | Tímea Babos Andrea Hlaváčková   | Nina Stojanović | 2-6, 6-3, [10-5] | Parcours |
| 4  | 16-07-2018 | Bucharest Open Bucarest                | Intern'l  | 226 750 $ | Terre (ext.) | Irina-Camelia Begu Andreea Mitu | Danka Kovinić   | 6-3, 6-4         | Parcours |

### Titre en simple en WTA 125
| No | Date       | Nom et lieu du tournoi           | Catégorie | Dotation  | Surface    | Finaliste         | Score     |          |
| -- | ---------- | -------------------------------- | --------- | --------- | ---------- | ----------------- | --------- | -------- |
| 1  | 17-10-2022 | Open de Rouen Capfinances, Rouen | WTA 125   | 115 000 $ | Dur (int.) | Viktorija Golubic | 7-66, 6-1 | Parcours |

### Titre en double en WTA 125
| No | Date       | Nom et lieu du tournoi  | Catégorie | Dotation  | Surface    | Partenaire       | Finalistes                      | Score    |          |
| -- | ---------- | ----------------------- | --------- | --------- | ---------- | ---------------- | ------------------------------- | -------- | -------- |
| 1  | 06-11-2017 | Open de Limoges Limoges | WTA 125   | 125 000 $ | Dur (int.) | Valeria Savinykh | Chloé Paquet Pauline Parmentier | 6-0, 6-2 | Parcours |

## Parcours en Grand Chelem

### En simple dames
| Année | Open d'Australie | Open d'Australie     | Internationaux de France | Internationaux de France | Wimbledon       | Wimbledon            | US Open         | US Open              |
| ----- | ---------------- | -------------------- | ------------------------ | ------------------------ | --------------- | -------------------- | --------------- | -------------------- |
| 2013  | Q2               | Lesia Tsurenko       | Q2                       | Daria Gavrilova          | Q1              | Corinna Dentoni      | Q1              | Chan Yung-jan        |
| 2014  | Q1               | Danka Kovinić        | 1er tour (1/64)          | Timea Bacsinszky         | Q2              | Kateryna Kozlova     | 1er tour (1/64) | Shelby Rogers        |
| 2015  | Q3               | Evgeniya Rodina      | Q3                       | Margarita Gasparyan      | Q1              | Marina Melnikova     | Q3              | Kateryna Kozlova     |
| 2016  | 1er tour (1/64)  | Lara Arruabarrena    | 1er tour (1/64)          | Annika Beck              | Q3              | María Sákkari        | Q1              | Jana Čepelová        |
| 2017  | 1er tour (1/64)  | Jennifer Brady       | Q3                       | Petra Martić             | 1er tour (1/64) | Heather Watson       | Q1              | Jacqueline Cako      |
| 2018  | Q1               | Viktoriya Tomova     | Q2                       | Ysaline Bonaventure      | Q1              | Martina Trevisan     | Q1              | Patty Schnyder       |
| 2019  | Q1               | Nadia Podoroska      | —                        | —                        | Q1              | Francesca Di Lorenzo | —               | —                    |
|       |                  |                      |                          |                          |                 |                      |                 |                      |
| 2021  | Q3               | Rebecca Marino       | —                        | —                        | Q1              | Wang Yafan           | Q2              | Liang En-shuo        |
| 2022  | 2e tour (1/32)   | Forfait              | 1er tour (1/64)          | Zheng Qinwen             | 1er tour (1/64) | Barbora Krejčíková   | 2e tour (1/32)  | Veronika Kudermetova |
| 2023  | 1er tour (1/64)  | Veronika Kudermetova | 1er tour (1/64)          | Yulia Putintseva         | 1er tour (1/64) | Barbora Strýcová     | 1er tour (1/64) | Aryna Sabalenka      |

N.B. : sous le résultat se trouve le nom de l’ultime adversaire.

### En double dames
| Année | Open d'Australie       | Open d'Australie  | Internationaux de France  | Internationaux de France | Wimbledon                    | Wimbledon          | US Open                    | US Open    |
| ----- | ---------------------- | ----------------- | ------------------------- | ------------------------ | ---------------------------- | ------------------ | -------------------------- | ---------- |
| 2013  | —                      | —                 | —                         | —                        | 1er tour (1/32) Solovieva    | Barty Dellacqua    | —                          | —          |
| 2014  | —                      | —                 | 1er tour (1/32) Jans      | Erakovic Parra           | —                            | —                  | —                          | —          |
|       |                        |                   |                           |                          |                              |                    |                            |            |
| 2018  | —                      | —                 | —                         | —                        | 2e tour (1/16) Ar. Rodionova | Bertens Larsson    | —                          | —          |
|       |                        |                   |                           |                          |                              |                    |                            |            |
| 2022  | 1er tour (1/32) Lohoff | Flipkens Sorribes | 1/4 de finale Zimmermann  | L. Kichenok Ostapenko    | 1er tour (1/32) Zimmermann   | Cocciaretto Tomova | 1er tour (1/32) Zimmermann | Gálfi Pera |
| 2023  | —                      | —                 | 2e tour (1/16) Zimmermann | Muhammad Olmos           | 1er tour (1/32) Bonaventure  | Wu Zhu             | —                          | —          |

N.B. : le nom de la partenaire se trouve sous le résultat ; le nom des ultimes adversaires se trouve à droite.

## Parcours en «Premier» et «WTA 1000»
Les tournois WTA « Premier Mandatory » et « Premier 5 » (entre 2009 et 2020) et WTA 1000 (à partir de 2021) constituent les catégories d'épreuves les plus prestigieuses, après les quatre levées du Grand Chelem.

### En simple dames
| Année |              | Premier Mandatory          | Premier Mandatory           | Premier Mandatory           | Premier Mandatory |       | Premier 5 | Premier 5                | Premier 5                   | Premier 5 | Premier 5   | Premier 5 | Premier 5 |
| Année | Indian Wells | Miami                      | Madrid                      | Pékin                       |                   | Dubaï | Rome      | Canada                   | Cincinnati                  |           | Wuhan       |           |           |
| Année | Indian Wells | Miami                      | Madrid                      | Pékin                       |                   | Doha  | Rome      | Canada                   | Cincinnati                  |           | Guadalajara |           |           |
| Année | Indian Wells | Miami                      | Madrid                      | Pékin                       |                   |       | Rome      | Canada                   | Cincinnati                  |           |             |           |           |
| 2014  |              |                            |                             |                             |                   |       |           | 1er tour (1/32) Zhang S. |                             |           |             |           |           |
|       |              | WTA 1000                   |                             |                             |                   |       |           |                          |                             |           |             |           |           |
| 2022  |              | 1er tour (1/64) M. Kostyuk | 1er tour (1/64) K. Kanepi   |                             |                   |       |           |                          |                             |           |             |           |           |
| 2023  |              | 1er tour (1/64) M. Fręch   | 1er tour (1/64) V. Gracheva | 2e tour (1/32) L. Samsonova |                   |       |           |                          | 1er tour (1/64) B. Strýcová |           |             |           |           |

Sous le résultat, l’ultime adversaire.

## Parcours en Fed Cup
| #                                                               | Date       | Lieu     | Surface      | Gagnante(s)                     | Perdante(s)                      | Score         |          |
| --------------------------------------------------------------- | ---------- | -------- | ------------ | ------------------------------- | -------------------------------- | ------------- | -------- |
|                                                                 |            |          |              |                                 |                                  |               |          |
| 2017 - 1er tour (groupe mondial II) - Roumanie - Belgique - 1:3 |            |          |              |                                 |                                  |               |          |
| 1                                                               | 11/02/2017 | Bucarest | Dur (int.)   | Sorana Cîrstea Monica Niculescu | Kirsten Flipkens Maryna Zanevska | 6-2, 6-0      | Parcours |
|                                                                 |            |          |              |                                 |                                  |               |          |
| 2017 - Barrage (groupe mondial I) - Russie - Belgique - 2:3     |            |          |              |                                 |                                  |               |          |
| 2                                                               | 22/04/2017 | Moscou   | Terre (int.) | Daria Kasatkina                 | Maryna Zanevska                  | 5-7, 6-1, 6-0 | Parcours |

## Classements WTA en fin de saison
| Année          | 2009 | 2010 | 2011 | 2012 | 2013 | 2014 | 2015 | 2016 | 2017 | 2018 | 2019 | 2020 | 2021 | 2022 | 2023 |
| Rang en simple | 770  | 293  | 435  | 197  | 117  | 134  | 140  | 128  | 147  | 221  | 246  | 258  | 81   | 81   | 239  |
| Rang en double | –    | 339  | 266  | 328  | 120  | 117  | 122  | 143  | 114  | 105  | 290  | 340  | 520  | 177  | 488  |

Source : (en) Classements de Maryna Zanevska sur le site officiel de la Fédération internationale de tennis